# Медовс (Ньюфаундленд і Лабрадор)
Медовс (англ. Meadows) — містечко в Канаді, у провінції Ньюфаундленд і Лабрадор.

## Населення
За даними перепису 2016 року, містечко нараховувало 626 осіб, показавши скорочення на 3,5%, порівняно з 2011-м роком. Середня густина населення становила 165,1 осіб/км².
З офіційних мов обидвома одночасно володіли 10 жителів, тільки англійською — 560.
Працездатне населення становило 58,3% усього населення, рівень безробіття — 19,6% (28% серед чоловіків та 12,9% серед жінок). 92,9% осіб були найманими працівниками, а 3,6% — самозайнятими.
Середній дохід на особу становив $36 594 (медіана $29 184), при цьому для чоловіків — $44 145, а для жінок $29 406 (медіани — $35 968 та $23 232 відповідно).
19,6% мешканців мали закінчену шкільну освіту, не мали закінченої шкільної освіти — 26,8%, 53,6% мали післяшкільну освіту, з яких 17,3% мали диплом бакалавра, або вищий.
| Статево-вікова структура населення | Статево-вікова структура населення | Статево-вікова структура населення | Статево-вікова структура населення | Статево-вікова структура населення |
| ---------------------------------- | ---------------------------------- | ---------------------------------- | ---------------------------------- | ---------------------------------- |
|                                    |                                    |                                    |                                    |                                    |
| Всього                             | Всього                             | 50,4%49,6%                         |                                    |                                    |
| 0 — 14 років                       | 0 — 14 років                       |                                    | 9,7%                               | 9,7%                               |
| 15 — 64 років                      | 15 — 64 років                      |                                    | 64,5%                              | 64,5%                              |
| 65 і більше                        | 65 і більше                        |                                    | 25,8%                              | 25,8%                              |
| 85 і більше                        | 85 і більше                        |                                    | 3,2%                               | 3,2%                               |
| Середній вік (років)               | Середній вік (років)               | 47,348,7                           | 48,0                               | 48,0                               |
| Медіана (років)                    | Медіана (років)                    | 51,752,3                           | 52,1                               | 52,1                               |
| — чоловіки — жінки                 |                                    |                                    |                                    |                                    |

| Походження мешканців:     | Походження мешканців:     | Походження мешканців: | Походження мешканців: | Походження мешканців: |
| ------------------------- | ------------------------- | --------------------- | --------------------- | --------------------- |
| Походження                |                           |                       | осіб                  | %                     |
| Корінні американці        | Корінні американці        |                       | 250                   | 45.05%                |
| Інше північноамериканське | Інше північноамериканське |                       | 325                   | 58.56%                |
| Європейське               | Європейське               |                       | 200                   | 36.04%                |
| британське                | британське                |                       | 175                   | 31.53%                |
| французьке                | французьке                |                       | 10                    | 1.8%                  |

| Зайнятість населення за галузями (за класифікацією NOC): | Зайнятість населення за галузями (за класифікацією NOC): | Зайнятість населення за галузями (за класифікацією NOC): | Зайнятість населення за галузями (за класифікацією NOC): | Зайнятість населення за галузями (за класифікацією NOC): |
| -------------------------------------------------------- | -------------------------------------------------------- | -------------------------------------------------------- | -------------------------------------------------------- | -------------------------------------------------------- |
|                                                          |                                                          |                                                          |                                                          |                                                          |
| Управління                                               | Управління                                               |                                                          | 7,4%                                                     | 7,4%                                                     |
| Бізнес, фінанси та адміністрування                       | Бізнес, фінанси та адміністрування                       |                                                          | 24,1%                                                    | 24,1%                                                    |
| Природничі та прикладні науки                            | Природничі та прикладні науки                            |                                                          | 3,7%                                                     | 3,7%                                                     |
| Охорона здоров'я                                         | Охорона здоров'я                                         |                                                          | 7,4%                                                     | 7,4%                                                     |
| Освіта, правозахист, муніципальні та урядові служби      | Освіта, правозахист, муніципальні та урядові служби      |                                                          | 9,3%                                                     | 9,3%                                                     |
| Роздрібна торгівля та послуги                            | Роздрібна торгівля та послуги                            |                                                          | 20,4%                                                    | 20,4%                                                    |
| Гуртова торгівля, транспорт та обладнання                | Гуртова торгівля, транспорт та обладнання                |                                                          | 16,7%                                                    | 16,7%                                                    |
| Виробництво                                              | Виробництво                                              |                                                          | 3,7%                                                     | 3,7%                                                     |

## Клімат
Середня річна температура становить 3,5°C, середня максимальна – 19°C, а середня мінімальна – -13,5°C. Середня річна кількість опадів – 1 305 мм.
| Клімат поселення                              | Клімат поселення | Клімат поселення | Клімат поселення | Клімат поселення | Клімат поселення | Клімат поселення | Клімат поселення | Клімат поселення | Клімат поселення | Клімат поселення | Клімат поселення | Клімат поселення | Клімат поселення |
| Показник                                      | Січ.             | Лют.             | Бер.             | Квіт.            | Трав.            | Черв.            | Лип.             | Серп.            | Вер.             | Жовт.            | Лист.            | Груд.            |                  |
| Середній максимум, °C                         | −2,21            | −3,28            | 0,48             | 5,71             | 10,75            | 16,15            | 18,82            | 19,02            | 14,22            | 8,82             | 3,78             | −1,31            |                  |
| Середня температура, °C                       | −7,29            | −8,37            | −4,63            | 0,62             | 5,65             | 11,04            | 15,82            | 16,02            | 11,24            | 5,82             | 0,79             | −4,31            |                  |
| Середній мінімум, °C                          | −12,39           | −13,47           | −9,72            | −4,48            | 0,55             | 5,94             | 12,85            | 13,05            | 8,24             | 2,81             | −2,2             | −7,31            |                  |
| Норма опадів, мм                              | 140              | 97               | 80               | 66               | 82               | 98               | 100              | 118              | 123              | 128              | 132              | 141              |                  |
| Середньомісячна швидкість вітру, м/с          | 5.15             | 4.87             | 4.93             | 4.72             | 4.32             | 4.10             | 3.78             | 3.90             | 4.28             | 4.48             | 4.75             | 4.99             |                  |
| Середньомісячна сонячна радіація, кДж/м²·день | 3597             | 6586             | 10852            | 14544            | 17777            | 19331            | 18691            | 15863            | 11665            | 6990             | 3803             | 2722             |                  |
| --------------------------------------------- | ---------------- | ---------------- | ---------------- | ---------------- | ---------------- | ---------------- | ---------------- | ---------------- | ---------------- | ---------------- | ---------------- | ---------------- | ---------------- |
| Джерело:                                      |                  |                  |                  |                  |                  |                  |                  |                  |                  |                  |                  |                  |                  |